# Rezerwat przyrody Nadmorski Bór Storczykowy
Rezerwat przyrody Nadmorski Bór Storczykowy – leśny rezerwat przyrody położony na terenie gminy Wolin w powiecie kamieńskim (województwo zachodniopomorskie).
Obszar chroniony utworzony został 4 sierpnia 2010 r. na podstawie Zarządzenia Nr 14/2010 Regionalnego Dyrektora Ochrony Środowiska w Szczecinie z dnia 31 marca 2010 r. w sprawie uznania za rezerwat przyrody „Nadmorski Bór Storczykowy” (Dz. Urz. Woj. Zach. z dnia 20 lipca 2010 r. Nr 70, poz. 1292).
Rezerwat obejmuje 27,58 ha powierzchni objętej ochroną czynną (akt powołujący podawał 27,68 ha). Obejmuje on tereny położone w nadleśnictwie Międzyzdroje (wydzielenia 2f, ~b, 3a, b, c, d, f, ~a, ~b, 4a, b, c, ~a, ~b, ~c), co odpowiada działkom ewidencyjnym nr 4/2, 3/5 i 2/4 w obrębie Kołczewo 2. Jest położony kilkaset metrów na północ od Świętouści i brzegów jeziora Koprowo na terenie wyspy Wolin. Rezerwat znajduje się w obrębie specjalnego obszaru ochrony siedlisk Natura 2000 „Wolin i Uznam” PLH 320019, a także przylega bezpośrednio do Wolińskiego Parku Narodowego (znajduje się w całości w jego otulinie).
Celem ochrony rezerwatowej jest „zachowanie ekosystemu leśnego z licznymi stanowiskami roślin i siedlisk chronionych, ukształtowanego w warunkach naturalnego krajobrazu mierzei wydmowej”. Dominującym zbiorowiskiem jest bór subatlantycki.